# Władysław Komar

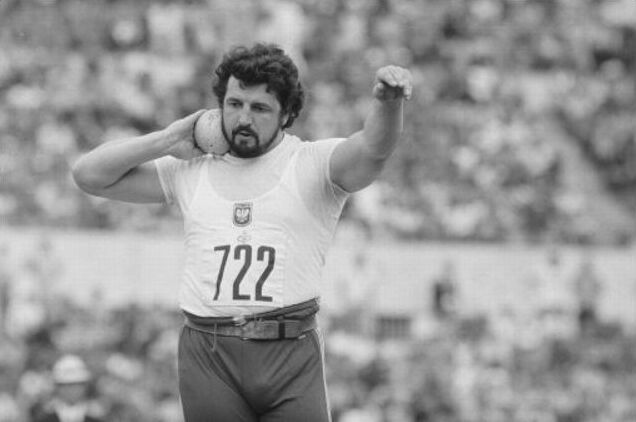
Władysław Komar bei den Europameisterschaften 1974 in Rom

Władysław Komar (* 11. April 1940 in Kaunas; † 17. August 1998 bei Ostromice nördlich von Przybiernów, Westpommern) war ein polnischer Leichtathlet. Nach seiner sportlichen Karriere war er als Schauspieler tätig.
Komar war nach seinem Olympiasieg im Kugelstoßen bei den Spielen 1972 in München einer der populärsten Sportler Polens. Ausgerüstet mit großem Humor und Charisma spielte über seine Karriere hinaus in Filmen und im Theater, nahm Schallplatten als Sänger auf und war als Kommentator von Olympischen Spielen auf dem Bildschirm zu sehen. Bei den Europameisterschaften 1966 in Budapest und 1971 in Helsinki war er jeweils Dritter geworden.

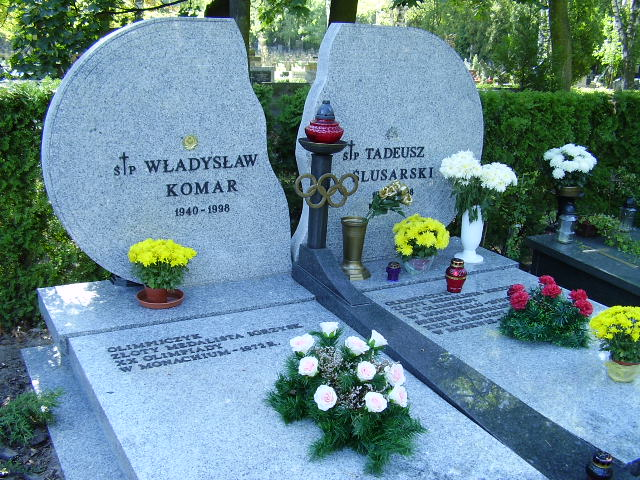
Die Gräber von Komar und Tadeusz Ślusarski

1998 starb er gemeinsam mit dem Olympiasieger im Stabhochsprung Tadeusz Ślusarski auf der Rückfahrt von einem Sportfest bei einem Autounfall.